# مافیا: کشور قدیمی
مافیا: کشور قدیمی یا مافیا: سرزمین کهن (انگلیسی: Mafia: The Old Country)، یک بازی ویدئویی آمریکایی در ژانر اکشن-ماجراجویی است که توسط هنگر ۱۳ ساخته شده و به‌وسیله ۲کی در سال ۲۰۲۵ منتشر شد. کشور قدیمی چهارمین قسمت از مجموعه بازی مافیا است و پیش‌درآمدی بر سه قسمت قبلی خود محسوب می‌شود. این بازی برای پلی‌استیشن ۵، مایکروسافت ویندوز و ایکس‌باکس سری اکس/اس در تاریخ ۸ اوت ۲۰۲۵ عرضه شد.
داستان بازی در سال ۱۹۰۰ و در شهر خیالی سن‌کلسته که با الهام از سیسیل طراحی شده رخ می‌دهد و ریشه‌های شکل‌گیری گروه‌های مافیایی و قدرت گرفتن آن‌ها پیش از جنگ جهانی اول را دنبال می‌کند.

## داستان
داستان مافیا: کشور قدیمی در اوایل دهه ۱۹۰۰ در سیسیل و اطراف شهر خیالی سان چله‌سته، که پیش‌تر در مافیا ۲ دیده شده بود، جریان دارد و به ریشه‌های شکل‌گیری مافیا در این سرزمین می‌پردازد. قهرمان داستان، انزو فاوَرا، از کودکی به‌عنوان کارگر اجباری یا «کاروزو» در معادن گوگرد کار می‌کند و زندگی‌اش زیر سلطه دون روگرو اسپادارو و سرکارگر خشنش دامیانو «ایل مرلو» باستونی و برادرش کورادو «لومبرا» می‌گذرد. انزو و دوستش گائتانو تصمیم به فرار می‌گیرند، اما نشت گاز و ریزش معدن باعث مرگ گائتانو می‌شود. انزو برای انتقام به ایل مرلو حمله می‌کند، اما در تعقیب و گریز گیر می‌افتد و درست پیش از مرگ، دون برناردو توریزی، رئیس خانواده جنایتکار توریزی، او را نجات می‌دهد. این آشنایی آغاز ورود انزو به دنیای مافیاست؛ جایی که با لوکا تراپانی، معاون دون، چزاره ماسارو، برادرزاده دون، و ایزابلا، دختر دون، آشنا می‌شود و رابطه‌ای پنهانی با ایزابلا آغاز می‌کند.
انزو وارد تجارت شراب خانواده توریزی می‌شود و با مشاور دون، تینو روسو، و نیز دون نیکولو گالانته و نوه‌اش لئو آشنا می‌گردد. در جریان دیدار بارون فونتانلا، حامی خانواده، پسر بارون و ایزابلا ربوده می‌شوند و انزو با شجاعت آنها را نجات می‌دهد. مشخص می‌شود این حمله کار جیرولامو لودوویچی، شریک سابق بارون بوده و انزو به دستور توریزی او را می‌کشد. این وفاداری باعث می‌شود انزو رسماً به‌عنوان «سولداتو» به خانواده بپیوندد.
در سال ۱۹۰۶، خانواده توریزی با همکاری گالانته، عملیات جعل اسکناس را به آمریکا گسترش می‌دهند، اما خیانتی در میان اعضا باعث شکست کار می‌شود. سرانجام روشن می‌شود که لومبرا با مقامات همکاری کرده و انزو و چزاره او را می‌کشند. تنش با خانواده اسپادارو بالا می‌گیرد و ایل مرلو با حمله به مراسم غسل تعمید پسر لوکا انتقام می‌گیرد، اما در تعقیب و گریز کشته می‌شود. پس از این خونریزی‌ها، ایزابلا از انزو می‌خواهد همراه او به آمریکا برود، اما انزو بین عشق و وفاداری به دون مردد است.
مذاکرات صلح بین توریزی و اسپادارو با خیانت فونتانلا شکست می‌خورد و حمله غافلگیرانه اسپادارو باعث مرگ گالانته و لوکا می‌شود. توریزی خشمگین، انزو را برای ترور فونتانلا و اسپادارو به پالرمو می‌فرستد و او موفق می‌شود. به پاداش، معدن اسپادارو به انزو واگذار می‌شود، اما او از این زندگی دل‌زده شده و تصمیم می‌گیرد همراه ایزابلا، که باردار است، فرار کند. تینو از نقشه آنها باخبر می‌شود و انزو را نزد توریزی می‌برد. فوران آتشفشان اتنا همه چیز را به آشوب می‌کشد. انزو در نبردی با چزاره او را زنده می‌گذارد، اما در رویارویی با دون، او را زخمی کرده و توریزی پیش از مرگ به انزو می‌گوید که سرنوشتش تغییرناپذیر است. چزاره با پشیمانی انزو را می‌کشد، در حالی که ایزابلا پس از کشتن تینو می‌گریزد و با کشتی به مقصد امپایر بی می‌رود. او در طول سفر، با خواندن نامه‌ای از انزو، اشک‌ریزان به گذشته می‌اندیشد.

## بازخوردها
| گردآورنده | امتیاز      |
| --------- | ----------- |
| متاکریتیک | Win: ۷۶/۱۰۰ |

| ناشر         | امتیاز |
| ------------ | ------ |
| گیم اینفورمر | ۶/۱۰   |
| گیم‌اسپات     | ۶/۱۰   |
| آی‌جی‌ان       | ۸/۱۰   |
| پی‌سی‌گیمزان   | ۸/۱۰   |

مافیا: کشور قدیمی طبق ارزیابی سایت متاکریتیک، به‌طور کلی نقدهای «مثبت» از منتقدان دریافت کرده است و وب‌سایت اوپن‌کریتیک نیز اعلام کرده که ۷۱ درصد از منتقدان این اثر را پیشنهاد کرده‌اند. وب‌سایت گیم‌اسپات اگرچه از «مکانیک‌های سطحی و طراحی قدیمی» آن انتقاد کرده، اما بازی را به دلیل حضور گروهی قوی از شخصیت‌ها و «بازآفرینی چشمگیر سیسیل در دهه ۱۹۰۰» تحسین کرده است.